# استان گران چیمو
استان گران چیمو (به اسپانیایی: Provincia de Gran Chimú) یک منطقهٔ مسکونی در پرو است که در منطقه لا لیبرتاد واقع شده‌است.
 استان گران چیمو ۱٬۲۸۴٫۷۷ کیلومتر مربع مساحت و ۳۰٬۵۲۶ نفر جمعیت دارد.